# Montagne per prominenza
Questa è una lista di montagne in ordine di prominenza topografica.

## Le 75 montagne più prominenti
| Posizione | Montagna                      | Nazione             | Altitudine (m) | Prominenza (m) | Punto minimo (m) | Vetta superiore                                |
| --------- | ----------------------------- | ------------------- | -------------- | -------------- | ---------------- | ---------------------------------------------- |
| 1ª        | Everest                       | Cina Nepal          | 8.848          | 8.848          | 0                | Nessuna, vetta più alta in Africa-Eurasia      |
| 2ª        | Aconcagua                     | Argentina           | 6.962          | 6.962          | 0                | Nessuna, vetta più alta nelle Americhe         |
| 3ª        | Monte McKinley                | Stati Uniti         | 6.194          | 6.138          | 56               | Aconcagua                                      |
| 4ª        | Kilimangiaro                  | Tanzania            | 5.892          | 5.882          | 10               | Everest                                        |
| 5ª        | Picco Cristoforo Colombo      | Colombia            | 5.700          | 5.509          | 191              | Aconcagua                                      |
| 6ª        | Monte Logan                   | Canada              | 5.959          | 5.250          | 709              | Monte McKinley                                 |
| 7ª        | Pico de Orizaba               | Messico             | 5.636          | 4.922          | 714              | Monte Logan                                    |
| 8ª        | Vinson                        | Antartide           | 4.892          | 4.892          | 0                | Nessuna, vetta più alta in Antartide           |
| 9ª        | Puncak Jaya                   | Indonesia           | 4.884          | 4.884          | 0                | Nessuna, vetta più alta in Nuova Guinea        |
| 10ª       | Monte Elbrus                  | Russia              | 5.642          | 4.741          | 901              | Everest                                        |
| 11ª       | Monte Bianco                  | Francia Italia      | 4.808          | 4.695          | 113              | Everest                                        |
| 12ª       | Damavand                      | Iran                | 5.610          | 4.667          | 943              | Monte Elbrus                                   |
| 13ª       | Ključevskaja Sopka            | Russia              | 4.750          | 4.649          | 101              | Everest                                        |
| 14ª       | Nanga Parbat                  | Pakistan            | 8.125          | 4.608          | 3.517            | Everest                                        |
| 15ª       | Mauna Kea                     | Stati Uniti         | 4.205          | 4.205          | 0                | Nessuna, vetta più alta nell'isola di Hawaii   |
| 16ª       | Jengish Chokusu               | Cina Kirghizistan   | 7.439          | 4.148          | 3.291            | Everest                                        |
| 17ª       | Chimborazo                    | Ecuador             | 6.268          | 4.123          | 2.145            | Aconcagua                                      |
| 18ª       | Bogda Feng                    | Cina                | 5.445          | 4.122          | 1.323            | Everest                                        |
| 19ª       | Namcha Barwa                  | Cina                | 7.782          | 4.106          | 3.676            | Everest                                        |
| 20ª       | Monte Kinabalu                | Malaysia            | 4.095          | 4.095          | 0                | Nessuna, vetta più alta nel Borneo             |
| 21ª       | Monte Rainier                 | Stati Uniti         | 4.393          | 4.023          | 370              | Monte McKinley                                 |
| 22ª       | K2                            | Cina Pakistan       | 8.611          | 4.017          | 4.594            | Everest                                        |
| 23ª       | Ras Dascian                   | Etiopia             | 4.550          | 3.997          | 553              | Kilimanjaro                                    |
| 24ª       | Tajumulco                     | Guatemala           | 4.220          | 3.980          | 240              | Monte McKinley                                 |
| 25ª       | Pico Bolívar                  | Venezuela           | 4.981          | 3.957          | 1.024            | Aconcagua                                      |
| 26ª       | Monte Fairweather             | Canada Stati Uniti  | 4.671          | 3.955          | 722              | Pico de Orizaba                                |
| 27ª       | Yu Shan                       | Taiwan              | 3.952          | 3.952          | 0                | Nessuna, vetta più alta nell'isola di Taiwan   |
| 28ª       | Monte Stanley                 | RD del Congo Uganda | 5.109          | 3.951          | 1.158            | Kilimanjaro                                    |
| 29ª       | Kangchenjunga                 | India Nepal         | 8.586          | 3.922          | 4.664            | Everest                                        |
| 30ª       | Tirich Mir                    | Pakistan            | 7.708          | 3.908          | 3.800            | Everest                                        |
| 31ª       | Monte Camerun                 | Camerun             | 4.040          | 3.901          | 139              | Kilimanjaro                                    |
| 32ª       | Monte Kenya                   | Kenya               | 5.199          | 3.825          | 1.374            | Kilimanjaro                                    |
| 33ª       | Kerinci                       | Indonesia           | 3.805          | 3.805          | 0                | Nessuna, vetta più alta nell'isola di Sumatra  |
| 34ª       | Erebus                        | Antartide           | 3.794          | 3.794          | 0                | Nessuna, vetta più alta nell'isola di Ross     |
| 35ª       | Fuji                          | Giappone            | 3.776          | 3.776          | 0                | Nessuna, vetta più alta nell'isola di Honshū   |
| 36ª       | Jbel Toubkal                  | Marocco             | 4.167          | 3.757          | 410              | Kilimanjaro                                    |
| 37ª       | Aoraki/Monte Cook             | Nuova Zelanda       | 3.755          | 3.755          | 0                | Nessuna, vetta più alta nell'isola del Sud     |
| 38ª       | Cerro Chirripó                | Costa Rica          | 3.820          | 3.727          | 93               | Aconcagua                                      |
| 39ª       | Monte Rinjani                 | Indonesia           | 3.726          | 3.726          | 0                | Nessuna, vetta più alta nell'isola di Lombok   |
| 40ª       | Teide                         | Spagna              | 3.718          | 3.718          | 0                | Nessuna, vetta più alta nell'isola di Tenerife |
| 41ª       | Monte San Valentín            | Cile                | 4.058          | 3.696          | 362              | Aconcagua                                      |
| 42ª       | Monte Gunnbjørn               | Groenlandia         | 3.694          | 3.694          | 0                | Nessuna, vetta più alta in Groenlandia         |
| 43ª       | Ojos del Salado               | Argentina Cile      | 6.893          | 3.688          | 3.205            | Aconcagua                                      |
| 44ª       | Semeru                        | Indonesia           | 3.676          | 3.676          | 0                | Nessuna, vetta più alta nell'isola di Giava    |
| 45ª       | Monti Finisterre              | Papua Nuova Guinea  | 4.125          | 3.675          | 441              | Puncak Jaya                                    |
| 46ª       | Ritacuba Blanco               | Colombia            | 5.410          | 3.645          | 1.765            | Aconcagua                                      |
| 47ª       | Gongga Shan                   | Cina                | 7.556          | 3.642          | 3.914            | Everest                                        |
| 48ª       | Ararat                        | Turchia             | 5.137          | 3.611          | 1.526            | Damavand                                       |
| 49ª       | Kungur Tagh                   | Cina                | 7.649          | 3.585          | 4.064            | Everest                                        |
| 50ª       | Monte Blackburn               | Stati Uniti         | 4.996          | 3.535          | 1.461            | Monte McKinley                                 |
| 51ª       | Monte Hayes                   | Stati Uniti         | 4.216          | 3.501          | 715              | Monte McKinley                                 |
| 52ª       | Monte Rantemario              | Indonesia           | 3,478          | 3,478          | 0                | Nessuna, vetta più alta nell'isola di Sulawesi |
| 53ª       | Monte Saint Elias             | Canada Stati Uniti  | 5.489          | 3.448          | 2.041            | Monte Logan                                    |
| 54ª       | Picco Ismail Samani           | Tagikistan          | 7.495          | 3.402          | 4.093            | K2                                             |
| 55ª       | Dhaulagiri I                  | Nepal               | 8.167          | 3.357          | 4.810            | K2                                             |
| 56ª       | Mercedario                    | Argentina           | 6.720          | 3.353          | 3.367            | Aconcagua                                      |
| 57ª       | Monte Lautaro                 | Cile                | 3.623          | 3.345          | 278              | Aconcagua                                      |
| 58ª       | Belucha                       | Russia              | 4.506          | 3.343          | 1.163            | K2                                             |
| 59ª       | Etna                          | Italia              | 3.357          | 3.357          | 0                | Nessuna, vetta più alta in Sicilia             |
| 60ª       | Monte San Lorenzo             | Argentina Cile      | 3,706          | 3,319          | 387              | Aconcagua                                      |
| 61ª       | Karisimbi                     | RD del Congo Ruanda | 4.507          | 3.312          | 1.195            | Monte Stanley                                  |
| 62ª       | Jabal an Nabi Shu'ayb         | Yemen               | 3.666          | 3.311          | 355              | Ararat                                         |
| 63ª       | Monte Waddington              | Canada              | 4.019          | 3.289          | 730              | Monte Logan                                    |
| 64ª       | Mulhacén                      | Spagna              | 3.479          | 3.285          | 194              | Monte Bianco                                   |
| 65ª       | Monte Slamet                  | Indonesia           | 3.428          | 3.284          | 144              | Semeru                                         |
| 66ª       | Monte Sabalan                 | Iran                | 4.811          | 3.283          | 1.528            | Ararat                                         |
| 67ª       | Monte Marcus Baker            | Stati Uniti         | 4.016          | 3.269          | 747              | Monte Logan                                    |
| 68ª       | Sauyr Zhotasy                 | Cina Kazakistan     | 3.840          | 3.252          | 588              | Everest                                        |
| 69ª       | Cerro del Bolsón              | Argentina           | 5.552          | 3.252          | 2.300            | Ojos del Salado                                |
| 70ª       | Monte Tomort                  | Cina                | 4.886          | 3.243          | 1.643            | Bogda Feng                                     |
| 71ª       | Monte Innevato del Drago Jade | Cina                | 5.596          | 3.202          | 2.394            | K2                                             |
| 72ª       | Monte Meru                    | Tanzania            | 4.565          | 3.170          | 1.395            | Kilimanjaro                                    |
| 73ª       | Šiveluč                       | Russia              | 3.307          | 3.168          | 139              | Ključevskaja Sopka                             |
| 74ª       | Nanda Devi                    | India               | 7.816          | 3.139          | 4.677            | Dhaulagiri                                     |
| 75ª       | Ičinskij                      | Russia              | 3.607          | 3.125          | 482              | Ključevskaja Sopka                             |

## Diagramma
Il diagramma mostra le 100 maggiori montagne per prominenza. Le montagne sono ordinate per prominenza, indicata dall'ampiezza verticale della barra colorata, ma sono rappresentate in scala anche relativamente all'altezza sul livello del mare. La versione SVG (cliccare sull'immagine) evidenzia, al passaggio del mouse, il legame tra ogni montagna e la propria vetta principale.